# Trophée Patty-Kazmaier
Le trophée Patty-Kazmaier est un trophée de hockey sur glace remis chaque année à la meilleure joueuse du championnat universitaire féminin de la NCAA, regroupant les clubs de hockey universitaires des États-Unis.
Ce trophée est nommé en honneur de Patty Kazmaier-Sandt qui a joué dans l'équipe de hockey sur glace de l'Université de Princeton de 1981 à 1986. Elle est décédée à l'âge de 28 ans d'une rare maladie du sang. Elle était la fille de Dick Kazmaier (en) vainqueur du Trophée Heisman.

## Palmarès des joueuses
| Année | Récipiendaire       | Équipe Universitaire | Position         |
| ----- | ------------------- | -------------------- | ---------------- |
| 1998  | Brandy Fisher (en)  | New Hampshire        | Attaquante       |
| 1999  | A.J. Mleczko (en)   | Harvard              | Attaquante       |
| 2000  | Alison Brewer (en)  | Brown                | Gardienne de but |
| 2001  | Jennifer Botterill  | Harvard              | Attaquante       |
| 2002  | Brooke Whitney (en) | Northeastern         | Attaquante       |
| 2003  | Jennifer Botterill  | Harvard              | Attaquante       |
| 2004  | Angela Ruggiero     | Harvard              | Défenseur        |
| 2005  | Krissy Wendell (en) | Minnesota            | Attaquante       |
| 2006  | Sara Bauer (en)     | Wisconsin            | Attaquante       |
| 2007  | Julie Chu           | Harvard              | Attaquante       |
| 2008  | Sarah Vaillancourt  | Harvard              | Attaquante       |
| 2009  | Jessie Vetter       | Wisconsin            | Gardienne de but |
| 2010  | Vicki Bendus (en)   | Mercyhurst           | Attaquante       |
| 2011  | Meghan Duggan       | Wisconsin            | Attaquante       |
| 2012  | Brianna Decker      | Wisconsin            | Attaquante       |
| 2013  | Amanda Kessel       | Minnesota            | Attaquante       |
| 2014  | Jamie Lee Rattray   | Clarkson             | Attaquante       |
| 2015  | Alex Carpenter      | Boston College       | Attaquante       |
| 2016  | Kendall Coyne       | Northeastern         | Attaquante       |
| 2017  | Ann-Renée Desbiens  | Wisconsin            | Gardienne de but |
| 2018  | Daryl Watts (en)    | Boston College       | Attaquante       |
| 2019  | Loren Gabel (en)    | Clarkson             | Attaquante       |
| 2020  | Élizabeth Giguère   | Clarkson             | Attaquante       |
| 2021  | Aerin Frankel (en)  | Northeastern         | Gardienne de but |
| 2022  | Taylor Heise        | Minnesota            | Attaquante       |
| 2023  | Sophie Jaques (en)  | Ohio State           | Défenseur        |
| 2024  | Izzy Daniel (en)    | Cornell              | Attaquante       |
| 2024  | Casey O'Brien (en)  | Wisconsin            | Attaquante       |

## Palmarès par université
| Université     | Nombre de récipiendaires |
| -------------- | ------------------------ |
| Harvard        | 6                        |
| Wisconsin      | 6                        |
| Clarkson       | 3                        |
| Minnesota      | 3                        |
| Northeastern   | 3                        |
| Boston College | 2                        |
| Brown          | 1                        |
| Cornell        | 1                        |
| Mercyhurst     | 1                        |
| New Hampshire  | 1                        |
| Ohio State     | 1                        |